# 味泥町
味泥町（みどろちょう）は兵庫県神戸市灘区の町名の一つであり、同区南西部、旧・深泥字東浜新田・南谷・中浜新田・下都子・西浜新田・新ウルシ・西上井手と森字池ノ下から成立した。郵便番号：657-0851。

## 地理
東は大石南町、南は灘浜町、西は西郷川を挟み岩屋南町、北は国道43号を挟み都通。丁目に分かれず単独で住居表示する。

## 由来
文安4年（1447年）の天城文書に「ミトロ」の名で登場する。
『神戸の町名』によればミトロという地名は全国に存在し、ここは深泥（みどろ）すなわち低湿地を言い、敏馬の崎が突き出した東の入り江に流れ込む西郷川からの土砂で次第に川尻に沼地が形成され、それが由来だという。
『灘区の町名』は、以上の説のを引いた上で、「すべてが低湿地と限らない」として幾つかの他のミドロの例を挙げている。まず京都の菩薩（みどろ）池は沙弥僧侶（しゃみそうろ）を略して菩薩をそう読ませたという。また、条里制の六町四方の大区画（条里）を36の一町四方の坪に分けた右下もしくは左下の隅に位置する坪を「三十六（ミトロ）」と呼ぶ場合があり、そこの出身者が見土呂などの姓を名乗っている事もあるという。

## 人口統計
令和2年国勢調査（2020年10月1日）における世帯数8、人口59で内男性19人・女性40人。			